# 天主教北宁教区
天主教北寧教區（拉丁語：Dioecesis Bacninhensis）是越南一個羅馬天主教教區。屬河內總教區。
2006年有教友131,815人、46個堂區、28名司鐸。現任主教為黃文逸。其座堂是玫瑰聖母座堂。
1883年6月1日設北東京代牧區，1924年12月3日易名。1960年11月24日升為教區。